# Proceratium
Proceratium és un gènere de formigues de la subfamília dels proceratins (Proceratiinae). Té una distribució mundial, incloent-hi la península Ibèrica.

## Espècies
El gènere Proceratium inclou 87 espècies; a la península Ibèrica hi viu una:
- Proceratium melinum (Roger, 1860)